# Anthemis subcinerea
Anthemis subcinerea là một loài thực vật có hoa trong họ Cúc. Loài này được (Rouy) Rouy mô tả khoa học đầu tiên năm 1903.